# Suzanne (brano musicale)
Suzanne è una celebre canzone di Leonard Cohen contenuta nel suo disco d'esordio del 1967, il cui testo fu inizialmente pubblicato nel 1966 come poesia.

## Ispirazione e genesi
La canzone è ispirata alle visite che il cantautore compiva presso Suzanne Verdal, ballerina, e suo marito, il noto scultore Armand Vaillancourt, con offerta di tè e fette d'arancia. Alcune interpretazioni affermano che, in questa canzone, Cohen fa riferimento a un suo rapporto sessuale con Suzanne. In una intervista del 1970 tuttavia Cohen affermò che mai aveva avuto relazioni con Suzanne e la canzone conteneva elementi della realtà mescolati con l'immaginazione - affermazione confermata dalla stessa Suzanne in un'intervista del 2006. Stando alla lettura di Riccardo Bertoncelli, "la canzone intreccia una visita a casa sua (della Verdal, n.d.r.), vicino al fiume St. Lawrence, e le fantasie scatenate da una visita a una piccola chiesa dei marinai sempre a Montreal, la Chapelle de Bonsecours". Incontrata a Montreal, Suzanne aveva peraltro già ispirato alcune poesie pubblicate in Parasites of Heaven (1966): tra queste era compreso anche il futuro testo per canzone (inserito all'ultimo momento, per mancanza di materiale nuovo), con il titolo Suzanne Takes You Down.
Come poi farà in molte altre canzoni, Cohen usa metafore bibliche per raccontare il sognato rapporto. Il racconto sfuggente e intessuto di immagini sognanti, unito alla musica prevalentemente acustica e al pacato tono di voce del cantante, restituisce una sensazione di delicatezza che sembra quasi risolvere il rapporto tra vita spirituale e passione carnale - tematica tra le più tipiche del repertorio coheniano. Come sempre nelle sue canzoni, è una donna a rappresentare iconicamente tale rapporto, tramite l'enigma della propria bellezza.

## Diritti
Sebbene Suzanne sia la canzone più conosciuta di Leonard Cohen, l'autore non ne ha detenuto i diritti per lungo tempo. Essi furono detenuti da Jeff Chase che aveva fatto firmare un documento a Cohen in cui gli cedeva "temporaneamente" appunto i diritti. Tra il 1983 e il 1984 Chase cercò di rivendere i diritti a Cohen; i due si incontrarono e Chase chiese a Cohen quanto proponeva. Cohen rispose: "Un dollaro, figlio di puttana", al che Chase lasciò la stanza. I due si accordarono solo nel 1987.

## Cover
Molti autori hanno poi tradotto in diverse lingue e cantato questo brano:
- Joan Baez inserì la canzone in tre suoi diversi album, oltre che nel film-concerto Renaldo & Clara di Bob Dylan
- Hector ha registrato una versione in finlandese
- Il rapper Plan B ha campionato Suzanne per la sua Paint It Blacker
- I R.E.M. hanno inserito elementi di Suzanne in Hope, terza traccia dell'album Up (1998)
- Pearls Before Swine sull'album Balaklava (1968)
- Fairport Convention sull'album Fairport Convention - FC (1968)
- Françoise Hardy ha registrato una versione in francese sul suo album Comment Te Dire Adieu (1968)
- Herman van Veen registrò una versione in olandese Suzanne (1969)
- Nina Simone su To Love Somebody (1969)
- George Hamilton IV sull'album In the 4th Dimension (1969)
- Neil Diamond sull'album Stones (1971)
- Fabrizio De André registrò una versione in italiano nel singolo Suzanne/Giovanna d'Arco (il lato-B è la traduzione di un'altra canzone di Cohen, Joan of Arc) (1972), entrambe sono poi nell'album Canzoni
- Roberta Flack sull'album Killing Me Softly (1973)
- Geoffrey Oryema sul tribute album I'm Your Fan (1991)
- Peter Gabriel sul tribute album Tower of Song (1995)
- Joan Manuel Serrat in catalano sull'album Banda Sonora d'Un Temps, d'Un País (1996)
- Nana Mouskouri sull'album Fille du Soleil (2002)
- Micah P. Hinson sull'album All Dressed Up And Smelling Of Strangers (2009)
- Bridget St John sull'album Ask Me No Questions (1969)
- Colm Wilkinson sull'album Some of My Best Friends Are Songs (2004)
- James Taylor sull'album Covers
- Genesis (band americana) sull'album In the beginning (1968)